# Paris Mountain
Paris Mountain is een berg van het type inselberg in Greenville in de Amerikaanse staat South Carolina. Het Paris Mountain State Park is naar de berg vernoemd. De berg ligt echter niet binnen dit gebied maar ten zuidwesten ervan. De berg heeft een hoogte van meer dan 610 meter boven de zeespiegel.